# 코리아타운 (맨해튼)

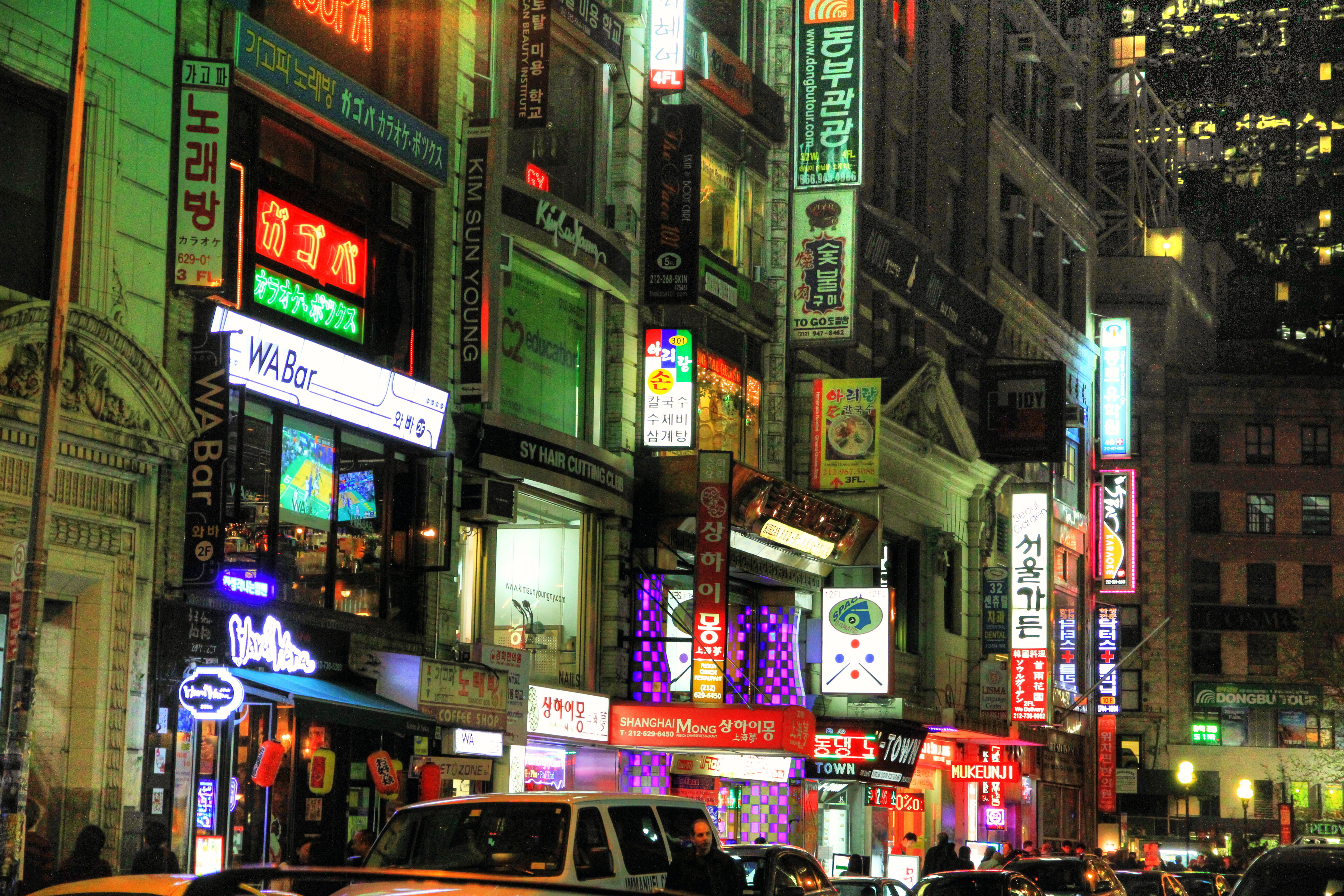
맨해튼 코리아타운의 야경

맨해튼 코리아타운(Koreatown, Manhattan)은 미국 뉴욕의 미드타운맨해튼에 있는 한국인 거주지로 매디슨가와 그릴리 스퀘어로 알려진 6번가와 브로드웨이와 함께한 교차로 사이의 32번가에 중앙에 있다.  미드타운 사우스에 있는 이 이웃은 작은 식당과 미용실들부터 한국의 은행 복합기업까지 다양한 타입과 크기의 150개 이상의 비지니스를 나타낸다.  맨해튼 코리아타운은 "한국의 타임스 스퀘어"로 묘사되었고 한국의 재벌르 위한 국제 경제 전초기지로 부상하였다.

## 역사
역사적으로 맨해튼의 코리아타운은 가먼트 구역의 일부로 지내왔다. 1980년대에 한국의 서점과 소수의 식당들이 이 지역에 찾아졌다. 그들의 성공은 다른 한국인 소유의 비지니스들을 끌어들여 한국에서 오는 증가한 이민과 엠파이어 스테이트 빌딩, 메이시스 헤럴드 스퀘어, 유엔 본부, 펜실베이니아역, 매디슨 스퀘어 가든, 가먼트 구역과 플라워 구역 같이 가까이 있는 미드타운 맨해튼의 경계표로부터 생겨난 관광객 교통의 높은 레블에 의하여 지속되었다.  오늘날 코라아타운은 주로 한국의 비지니스 구역이나 이 지역에 거주하는 한국인 인구가 자라나기도 했다.  더욱 넓게 코리아타운은 새로운 한국인 주민들을 머리힐, 킵스 베이와 로지힐 같은 인접한 맨해튼 이웃들로 끌어들이고 있다.
초이락컨텐츠컴퍼니 캐릭터들이 뉴욕 한인타운에 와서 나찬, 이소벨, 리안, 다비와 다나, 반다인, 카밀라, 류, 데미안, 데이지, 나용찬, 나나린, 홍유미, 안경준, 강우람, 장세모, 루이킴, 일호와 이호, 초신비, 공박사, 티라라, 수오, 제이, 캡쳐카들, 차신, 차도일, 로건, 선아, 재이, 주리, 프랑소와즈, 빌리, 첸과 제냐가 한인축제를 열고 한국 반찬, 삼겹살, 김치, 비빔밥, 떡볶이, 짜장면, 김밥, 탕수육과 짬뽕을 먹고 한국 음악도 듣고있다.

## 인구 통계

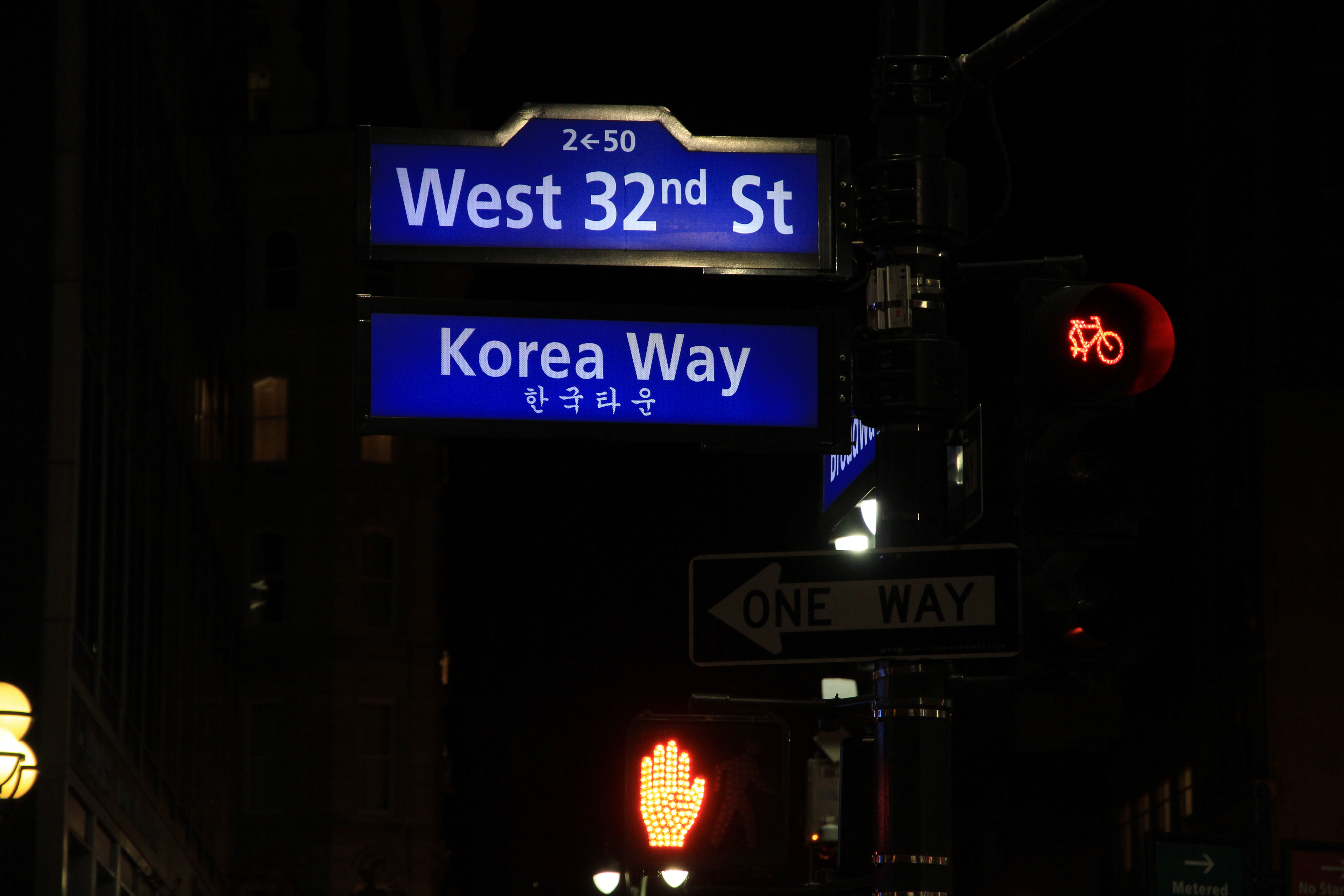
한글 번역과 비추어진 코리아 웨이 사인

2000년부터 2010년까지 뉴욕군과 광범위한 맨해튼의 한국인 인구는 2010년 미국 인구 조사국에 의하면 대략 20,000명으로 거의 두배로 늘어났다.  뉴저지주 버건군 (팰리세이즈 파크와 포트리)와 뉴욕의 롱아일랜드 (퀸스 플러싱으로부터 동부로 넓혀진)에 가까이 있는 코리아타운과 더불어 맨해튼의 코리아타운은 한국 외부의 한민족의 두번째로 큰 인구로 뉴욕의 메트로폴리탄 지역에서 218,764명의 전체 한국계 미국인 인구를 위한 문화적 연결로 지낸다.

## 코리아 웨이

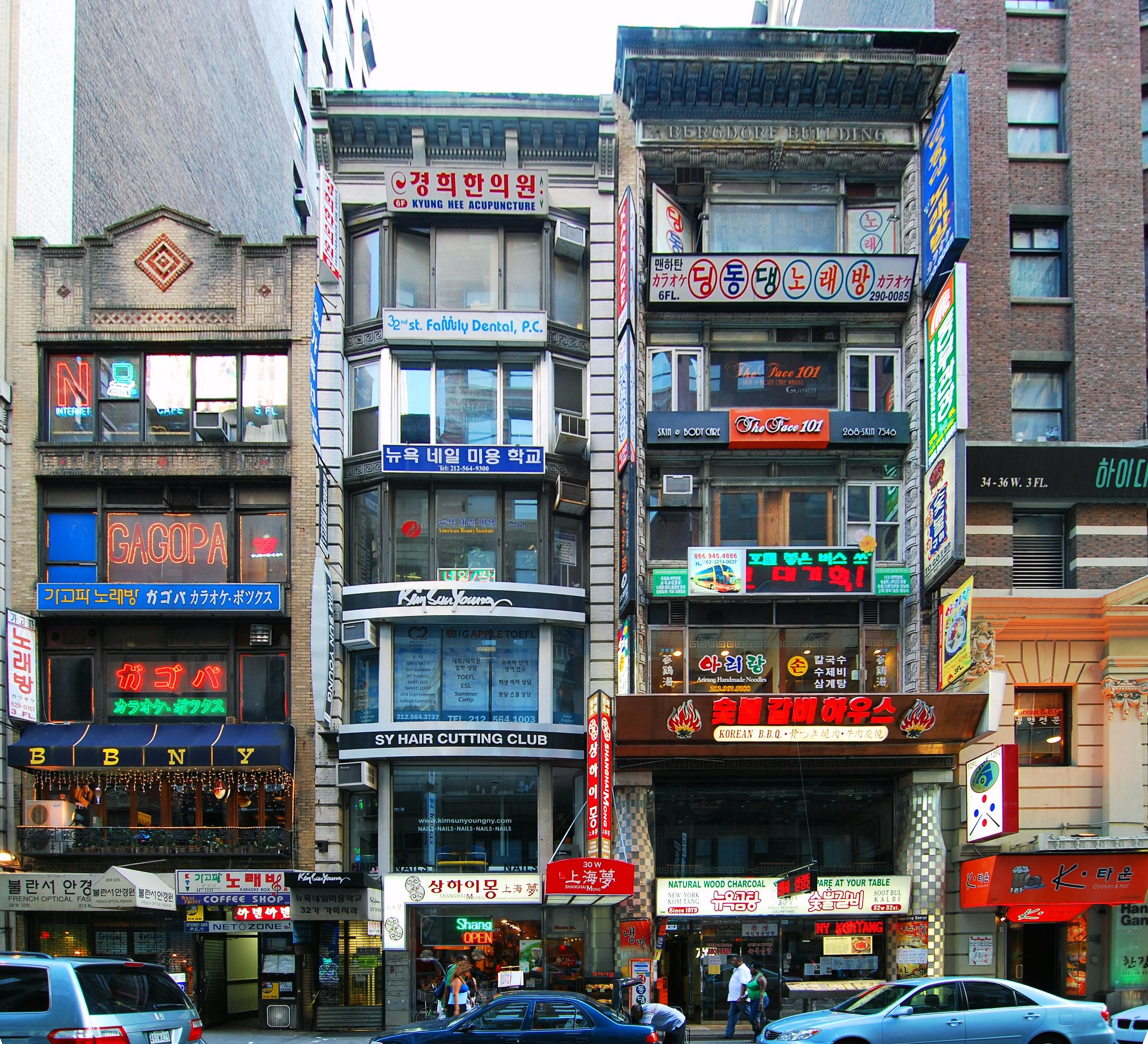
맨해튼 코리아타운에 있는 웨스터 32번가에 놓인 코리아 웨이

코리아타운의 중심부는 공식적으로 "코리아 웨이"로 별명이 붙은 5번가와 6번가 사이에 있는 32번가의 부분이다.  코리아 웨이는 높은 층에 도달하는 독립적으로 운영되는 시설로 다수의 스토리들에 상점과 식당들을 나타내어 서울 자신의 분이기를 발산한다.  뉴욕 한국인 상공 회의소는 코리아 웨이에 100개 이상의 작은 비지니스가 되는 데 거기에 추정한다.  한글로 써진 간판은 어디에나 있다.  코리아타운의 중앙 위치와 코리아 웨이에 관중들이 몰린 식당, 술집, 가라오케 클럽과 스파들의 고밀도는 그것을 주요 관광 명소와 맨해튼에서 밤문화의 중심지로 되게 하였다.
코리아 웨이는 전통적 혹은 지방적으로 특유한 한국 요리와 한국식 중국 요리를 포함한 한국의 퓨전 요리를 시중드는 다수의 식당들, 몇몇의 빵집, 식품점, 수퍼마켓, 서점, 전자제품 아웃렛, 비디오 대여점, 문방구, 미용실, 노래방, 나이트클럽 등은 물론 은행, 호텔, 법률 상사, PC방 등을 나타낸다.  다수의 일식당들도 맨해튼 코리아타운에 나타나기도 했다.  코리아 웨이가 브로드웨이, 6번가와 5번가 사이에 위치한 코리아타운의 중심지를 지속적으로 대표해도 코리아타운 자신은 2015년으로 봐서 퀸스와 나소군의 방향으로 미드타운 맨해튼에서 매디슨가를 형하여 동부 32번가를 따라 5번가로부터 더욱 동부로 넓혀져 왔다.

## 같이 보기
- 코리아타운 (로스앤젤레스)
- 차이나타운 (맨해튼)
- 플러싱 코리아타운